# Villa Diorama

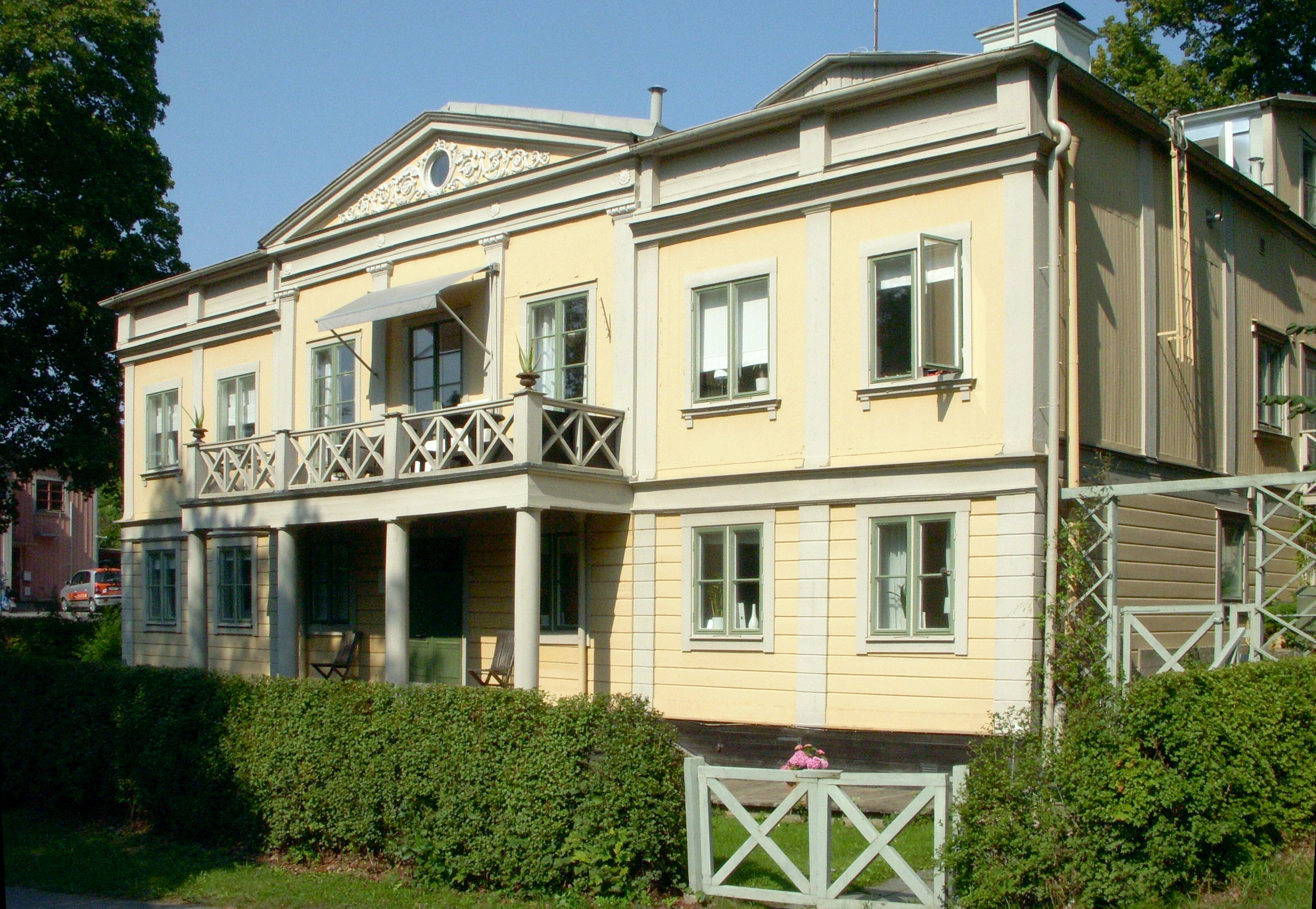
Villa Diorama, augusti 2011.

Villa Diorama är en byggnad på Södra Djurgården i Stockholm, belägen på Sollidsbacken 1 vid Djurgårdsslätten, strax öster om Skansens huvudentré. Huset uppfördes 1846 för visning av så kallad bildteater (diorama).

## Bakgrund

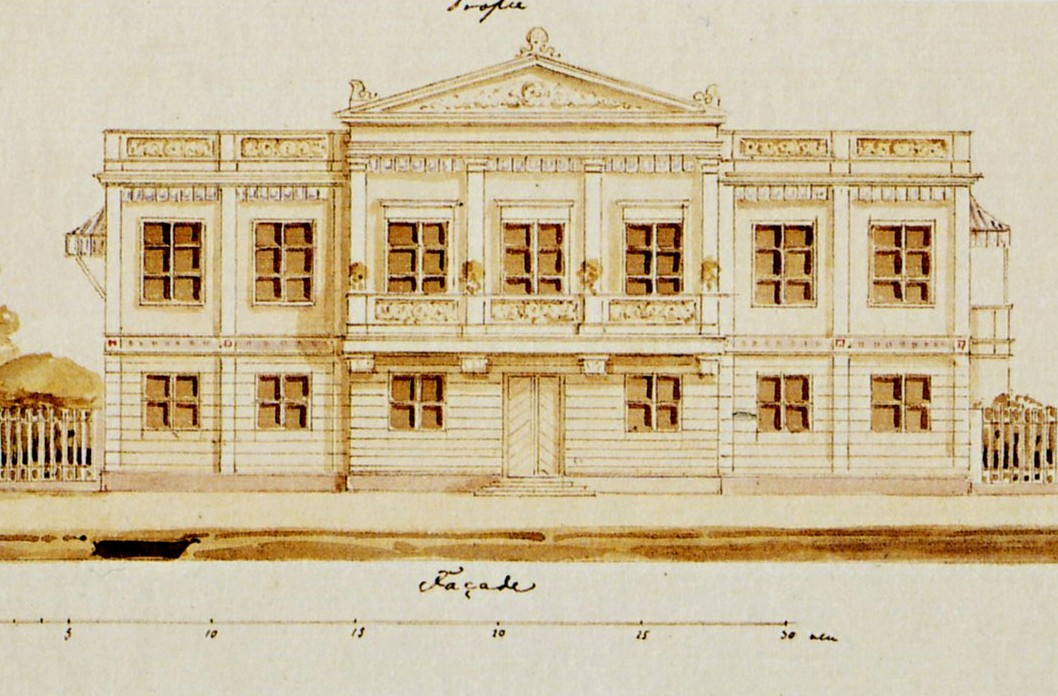
"Paviljon-Byggnad wid Stora Slätten å Kongl. Djurgården", 1846.

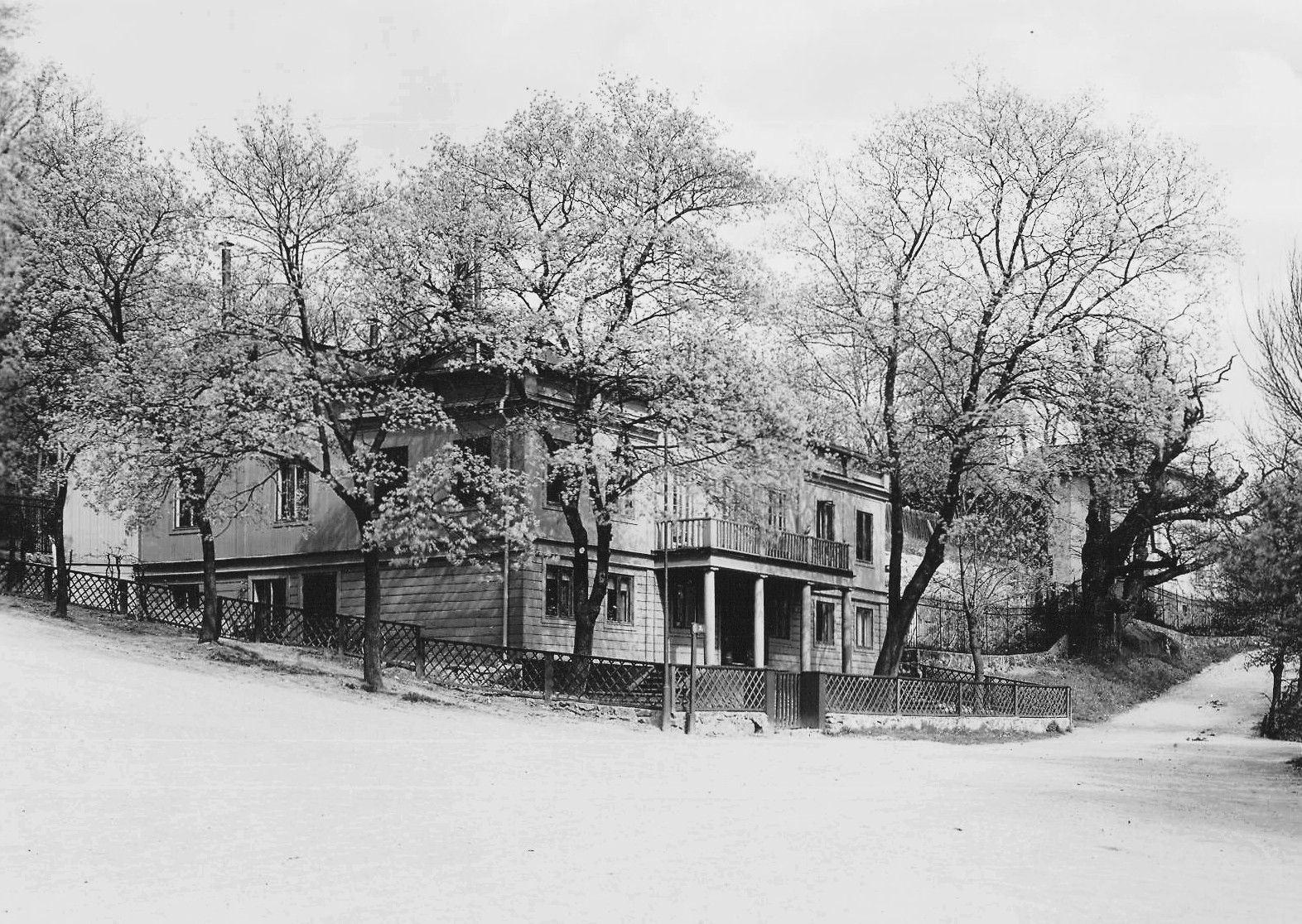
Villa Diorama 1929.

Innan fotografin och biografen uppfanns var ambulerande och senare stationära  bildteatrar ett sätt att skildrar världen på ett realistiskt sätt med hjälp av dioramor. De innehöll bland annat uppstoppade djur framför en realistisk kuliss men även "Illuminerade Prospekter" av städer och landskap. Ibland förekom rörliga "Perspektiv-Rundmålningar" med spektakulära motiv, ljuseffekter och extraattraktioner. De första, ambulerande bildteatrarna nådde Stockholm i mitten av 1820-talet. 1842 öppnade den första permanenta bildteatern kallad Kalotheama (grekiska för skönbildsskådespel) i Ferdinand de la Croix salonger (sedermera Hantverksföreningens hus) vid Brunkebergstorg. Initiativtagare var Georg Albert Müller, teaterdekorationsmålare vid Kungliga Operan.

## Diorama på Djurgårdsslätten
Sommaren 1846 öppnade Müller en ny bildteater, kallad Villa Diorama på Stora Slätten efter tillstånd från Kungl Maj:t. Det var en väl vald plats. Från mitten av 1800-talet och framåt uppfördes här en rad värdshus och krogar samt andra nöjesetablissemang där komedianter, musikanter och innehavare av tittskåp och bild- och kasperteatrar stod för underhållning och förströelse.
Huset innehöll ett stort, mörkt rum med två bildscener. Där fanns transparenta kulisser och dukar som belystes från olika håll. Bland annat fick man se hur världsstaden Paris tedde sig under dygnets skilda tider. Pressen var positiv men publiktillströmningen hämmades av den höga entréavgiften. Under de följande somrarna sänktes priset, men affärerna gick dåliga eftersom man bara hade visningar på sommaren. Redan 1852 överlät Müller sin bildteater till en Christian Möller. Inte heller han lyckades; verksamheten lades ner 1856 och villan blev privatbostad. 
Åren 1868–1874 bodde skalden Elias Sehlstedt i huset; en medaljong på fasaden påminner härom. Bland hyresgästerna fanns även August Strindberg. I slutet av 1800-talet köptes huset av bokbindare Adolf Fredrik Frykblad. År 1920 sålde änkan Frykblad huset till konstnären Einar Nerman, då genomfördes en ombyggnad efter ritningar av arkitekt Ragnar Hjorth. Den tidigare rosafärgade fasaden förenklades och ströks varmgul med gråa pilastrar, listverk och fönstersnickerier. Numera ägs Villa Diorama av ättlingar till  Charlotte Pousette, varför byggnaden även kallas Pousetteska villan. Skådespelerskan Margaretha Krook bodde här under 1990-talet.